# UFC 245
UFC 245: Usman vs. Covington（ユーエフシー・ツーフォーティファイブ：ウスマン・バーサス・コヴィントン）は、アメリカ合衆国の総合格闘技団体「UFC」の大会の一つ。2019年12月14日、ネバダ州ラスベガスのT-モバイル・アリーナで開催された。

## 大会概要
本大会では、王者カマル・ウスマンと挑戦者コルビー・コヴィントンによるUFC世界ウェルター級タイトルマッチ、王者マックス・ホロウェイと挑戦者アレクサンダー・ヴォルカノフスキーによるUFC世界フェザー級タイトルマッチ、王者アマンダ・ヌネスと挑戦者ジャーメイン・デ・ランダミーによるUFC世界女子バンタム級タイトルマッチが組まれた。

## 試合結果

### アーリープレリム
第1試合 ミドル級 5分3R
○  プナレレ・ソリアーノ vs.  オスカル・ピエホタ ×
1R 3:17 KO（左フック）
第2試合 59.4kg契約 5分3R
○  ジェシカ・アイ vs.  ビビアン・アラウジョ ×
3R終了 判定3-0（29-28、29-28、29-28）
※アイの体重超過によりフライ級から変更
第3試合 フライ級 5分3R
○  ブランドン・モレノ vs.  カイ・カラ＝フランス ×
3R終了 判定3-0（29-28、30-27、29-28）
第4試合 フェザー級 5分3R
○  チェイス・フーパー vs.  ダニエル・テイムル ×
1R 4:34 TKO（パウンド）

### プレリミナリーカード
第5試合 ウェルター級 5分3R
○  マット・ブラウン vs.  ベン・ソーンダース ×
2R 4:55 KO（パウンド）
第6試合 ミドル級5分3R
○  オマリ・アフメドフ vs.  イアン・ハイニッシュ ×
3R終了 判定3-0（29-28、29-28、29-28）
第7試合 女子バンタム級 5分3R
○  アイリーン・アルダナ vs.  ケトレン・ヴィエラ ×
1R 4:51 KO（左フック→パウンド）
第8試合 ウェルター級 5分3R
○  ジェフ・ニール vs.  マイク・ペリー ×
1R 1:50 TKO（左フック→パウンド）

### メインカード
第9試合 バンタム級 5分3R
○  ピョートル・ヤン vs.  ユライア・フェイバー ×
3R 0:43 KO（左ハイキック）
第10試合 バンタム級 5分3R
○  マルロン・モラエス vs.  ジョゼ・アルド ×
3R終了 判定2-1（29-28、28-29、29-28）
第11試合 UFC世界女子バンタム級タイトルマッチ 5分5R
○  アマンダ・ヌネス vs.  ジャーメイン・デ・ランダミー ×
5R終了 判定3-0（49-44、49-46、49-45）
※ヌネスが5度目の王座防衛に成功。
第12試合 UFC世界フェザー級タイトルマッチ 5分5R
○  アレクサンダー・ヴォルカノフスキー vs.  マックス・ホロウェイ ×
5R終了 判定3-0（48-47、48-47、50-45）
※ヴォルカノフスキーが王座獲得に成功。
第13試合 UFC世界ウェルター級タイトルマッチ 5分5R
○  カマル・ウスマン vs.  コルビー・コヴィントン ×
5R 4:10 TKO（右ストレート→パウンド）
※ウスマンが王座の初防衛に成功。

### 各賞
ファイト・オブ・ザ・ナイト：カマル・ウスマン vs. コルビー・コヴィントン
パフォーマンス・オブ・ザ・ナイト：アイリーン・アルダナ、ピョートル・ヤン
各選手にはボーナスとして5万ドルが授与された。

### カード変更
負傷などによるカードの変更は以下の通り。